# Rammuka (Misso)
Rammuka – wieś w Estonii, w prowincji Võru, w gminie Misso.